# Уди (село)
У́ди (до 1706 року — Пристінне) — село в Україні, у Золочівській селищній громаді Богодухівського району Харківської області.

## Географія
Село Уди знаходиться на березі річки Уди, у яку впадає балка Калинів Яр. Вище за течією річки на відстані 2 км розташоване село Червона Зоря, нижче за течією на відстані 1 км — село Костянтинівка.

## Історія
Село Уди було засноване на порожніх землях Болховецького повіту, в Удськом стані за наказом від 4 (14) листопада 1677 року солдатами та рейтарами з Болховця. Спершу село називалося Пристінним, за лісом біля якого воно було засноване, в тому ж лісі ще до заснування села у болховчан були пасіки. Першопоселенцями були 67 служилих, які брали участь у Чигиринському поході. Нащадки деяких з цих першопоселенців проживали в Удах і на початку XXI століття: Бобровникови, Бажинови, Баранови, Бушеви, Гуньбіни, Гур'єви, Єрмакови, Жигалови, Звєрєви, Крохіни, Кузнєцови, Лантінови, Лосєви, Сухорєви, Черкасови, Чехічіни, Шафоростови, Юр'єви, Сміцкови та Ємельянови.
У 1822 році побудована кам'яна однопрестольна Різдвяно-Богородицька церква.
За даними на 1864 рік у казеному селі, центрі Удянської волості Харківського повіту, мешкало 3742 особи (1834 чоловічої статі та 1908 — жіночої), налічувалось 432 дворових господарства, існувала православна церква.
Станом на 1914 рік кількість мешканців зросла до 5167 осіб.
Село постраждало внаслідок голодомору у 1932—1933 роках, кількість встановлених жертв — 406 людей. 
12 червня 2020 року, розпорядженням Кабінету Міністрів України № 725-р «Про визначення адміністративних центрів та затвердження територій територіальних громад Харківської області», увійшло до складу Золочівської селищної громади. 
19 липня 2020 року, в результаті адміністративно-територіальної реформи та ліквідації Золочівського району, село увійшло до складу Богодухівського району.
Під час повномасштабного російського вторгнення село було окуповане 30 серпня 2022. 12 вересня цього ж року українські збройні сили звільнили населений пункт.

## Населення

### Мова
Розподіл населення за рідною мовою за даними перепису 2001 року:
| Мова                | Відсоток |
| ------------------- | -------- |
| російська           | 80,89%   |
| українська          | 18,55%   |
| інші/не визначилися | 0,55%    |

## Сучасний стан
У селі є школа, пошта, магазин, поліклініка. Щосереди працює базар. У грудні 2008 було урочисто відкрито газопровід.

## Відомі уродженці
- Сміцков Іван Юхимович (1942—2017)—голова колективного сільськогосподарського підприємства «Іскра», яке він очолював з 1983 по 2000 рік, а з березня 2000 по 2004 рік він був керівником товариства з обмеженою відповідальністю «Удянське».
- Бажинов Іван Денисович — український літературознавець і літературний критик, кандидат філологічних наук (1964).
- Солодилов Микола Федотович (1924—1983) — Герой Радянського Союзу.